# DATASAT
DATASAT（データサット）は、アメリカ合衆国の企業Datasat Digital Entertainmentが提供する映画用音声のデジタル圧縮記録・再生方式と会社名の略称。元は、映画用デジタル音響システムである「DTSデジタルサウンド」で、会社が買収されたことにより、名称も変更された。

## 沿革
2006年まではDTS社の映画関連事業として営業していたが、2007年にコンシューマ事業と分社化を行い、DTS Digital Cinema社となった。その後、2008年5月、欧州の衛星通信会社であるDatasat Communicationsがオーナーを務める、Beaufort International GroupのBeaufort California社に売却、吸収され、2009年3月、Datasat Digital Entertainment（以下、DATASAT）と会社名を変更した。
映画用「DTSデジタルサウンド」は、同様の仕様でDATASAT社に引き継いだが、名称はDTS社の商標であることから、継続して使用できなくなり「DATASATデジタルサウンド」と名称を変更している。ロゴも2011年公開の映画より順次DTSロゴからDATASATロゴへ切替えている。なお、日本映画については従来のDTSロゴが使用されており、名称変更やDATASATロゴへの切換えは、なされていない模様である。

## 関連規格
DATASATデジタルサウンド（別名称/DTSデジタルサウンド）
映画用のデジタル録音形式。センター、レフト、ライト、レフトリア、ライトリア、サブウーファーの5.1chサラウンド音声をデータ圧縮をしてCD-ROMに記録。フィルムには、アナログサウンドトラックの横に、タイムコードという同期用の信号を記録。映写機に取り付けられたタイムコード・リーダーで、フィルムに記録されたタイムコードを読みとり、CD-ROMの同期走行を行い5.1chを再生する方式。
このDATASATのタイムコードは、DATASATのオリジナルであり24bitでコード化され、フィルム上のアナログサウンドトラックと、フィルムの絵の部分との間に記録されている。音声は、CD-ROMに記録される際にサブウーファー音声をレフトリアとライトリアの低域部分にフィルタリングをして入込み、実際には、5chで記録される。再生時に再度フィルタリングをしてレフトリアとライトリアの低域部分のみ取り出し、サブウーファーとして出力をしている。
スペック的には、サンプリング周波数44.1kHzで、ビット深度が16bitで、データ圧縮については、APT社の「X100」というコーデックを使用している。上記のスペックよりリニアPCM時は3528kbit/sであり、これを1/4圧縮し882kbit/sで、CD-ROMに記録している。等速のCD-ROMドライブでも倍近い転送レートを確保することができ、データに余裕を持たせている。一枚のCD-ROMに100分程度記録する事ができ、100分を超える作品は、2枚ディスクとなる。最大で、3枚ディスク（300分）まで可能である。16mmフィルムから、70mmフィルムまで対応し、収録時間は減るが、CD-ROM上に8chの音声を記録する事も可能である。

## 関連記事
- デジタル音響システム
- DTS (サウンドシステム)